# Max Landesmann
Max Landesmann (* 27. September 1884 in Aussig; † 12. Juni 1972 in New York City) war ein österreichischer Bankier und Teilhaber des Bankhauses Jacquier & Securius.

## Leben
Landesmann war der Sohn von Louis Ludwig Landesmann (1844–1900) und seiner Frau Rosa, geb. Fürth (1855–1935). Er absolvierte eine Banklehre beim Bankhaus Marcus & Volmar in Berlin. Anschließend war er bei der Deutschen Bank tätig und wurde später stellvertretender Direktor der Anglo-Österreichischen Bank in London. Während des Ersten Weltkriegs diente Landesmann als Offizier in der k.u.k. Armee. Am 31. Dezember 1919 trat er in das Bankhaus Jacquier & Securius ein, wobei eine Beteiligung von 15 % am Gewinn und Verlust stipuliert wurde. Zugleich sicherten die anderen beiden Teilhaber des Bankhauses, Erich Frenkel und Alfred Max Panofsky, ihm ein Jahreseinkommen von 75.000 Mark zu.
Das Bankhaus Jacquier & Securius erlangte vor allem als Hausbank des Montanindustriellen Ignaz Petschek große Bedeutung und wickelte für ihn unter anderem bereits im Jahr 1913 die spektakuläre Übernahme der Hohenlohe Werke AG in Oberschlesien ab. Die enge geschäftliche Zusammenarbeit der drei Bankiers mit den Aussiger Petscheks beruhte auch auf verwandtschaftlichen Bindungen (siehe Abschnitt Familie).
Mit Vertrag vom 21. Dezember 1921 wurde der Ergebnisanteil Landesmanns bei Jacquier & Securius zu Lasten von Hermann Frenkel auf 20 % erhöht, wobei die Gehaltsgarantie entfiel. Der Eintritt von Friedrich Minoux in das Bankhaus zum 1. Januar 1924 hatte für ihn ein Ansteigen seines Ergebnisanteils auf 22,5 % (Vertrag vom 14. Dezember 1923) zur Folge. Bei den folgenden drei Gesellschafterverträgen, die bis zum 27. Dezember 1932 abgeschlossen wurden, pendelten seine Anteile ebenfalls um diesen Wert. Neben seiner Teilhaberschaft bei Jacquier & Securius gehörte Landesmann den Aufsichtsräten der Eintracht Braunkohlenwerke AG, Welzow, und der Braunkohlenwerke Borna AG, Borna, an. Die Aktienmehrheit dieser beiden börsennotierten Unternehmen befand sich im Besitz von Ignaz Petschek. Landesmann bezog aus diesen Aufsichtsratsposten Tantiemen, die ihm als Sondereinnahmen außerhalb der Teilhaberbank alleine zustanden.
Obwohl Landesmann bereits am 2. Juli 1924 aus der jüdischen Gemeinde ausgetreten war, schied er nach dem Machtantritt der Nationalsozialisten im September 1933 als Teilhaber des Bankhauses Jacquier & Securius aus.
Danach war er geschäftlich für die Petscheks tätig und pendelte häufig zwischen Aussig und Berlin. Als tschechoslowakischer Staatsbürger blieb Landesmann bis zum Münchner Abkommen (1938) von Repressionen gegenüber Juden unbehelligt, unter anderem nahm er noch am 26. November 1937 sein Aufsichtsratsmandat bei der Braunkohlenwerke Borna AG wahr und nutzte seine Villa in Berlin-Dahlem bis März 1939.
Im Zuge der Zerschlagung der Rest-Tschechei emigrierte Landesmann im März 1939 nach Großbritannien. Anders als sein Geschäftspartner Panofsky versuchte er nicht, seinen deutschen Besitz zu verkaufen. Allerdings vermutet der Rechtsanwalt Henning Kahmann, der sich intensiv in einer rechtshistorischen Fallstudie mit dem Bankhaus Jacquier & Securius befasste, dass Landesmann, der in England ausgebildet worden war, rechtzeitig größere Vermögenswerte nach dort verschoben hatte.
Aufgrund seiner engen Verbundenheit mit den Aussiger Petscheks geriet er ab November 1939 ins Visier der deutschen Polizeiorgane. Die NS-Behörden beschlagnahmten nach dem Münchner Abkommen den Besitz der Petscheks im Sudetenland und stellten umfangreiche Nachforschungen über zu versteuernde Gewinne der Petschek-Unternehmen an. Der Gesamtwert ihres Konglomerats wurde auf 350 Millionen RM geschätzt. Besonderes Interesse bei den Ermittlungen galt der Identifikation angeblicher oder tatsächlicher Strohmänner, die den Petscheks vor ihrer Emigration bei der Übertragung von Unternehmensbeteiligungen auf Holding-Gesellschaften in der Schweiz, Niederlande, Luxemburg und Großbritannien geholfen hatten.
Neben den Brüdern Karl, Ernst und Wilhelm Petschek, standen Panofsky sowie Landesmann (dessen Name irrtümlich als „Max Landau“ angegeben wurde) in den Fahndungslisten des Reichssicherheitshauptamtes mit an erster Stelle. Für den Fall einer erfolgreichen Invasion der britischen Insel durch die Wehrmacht wurde Landesmann im Jahr 1940 zusätzlich auf die Sonderfahndungsliste G.B. gesetzt, ein Verzeichnis von Personen, die nach der Besetzung des Landes von Sonderkommandos der SS verhaftet werden sollten.

## Familie
Landesmann war verheiratet mit Hildegard Fritsche (1891–1981). Sie hatten keine Kinder. Mit seinem Geschäftspartner Alfred Max Panofsky sowie mit Ignaz Petschek war Landesmann verwandtschaftlich verbunden. Landesmanns Schwester Luise (1881–1942) war mit Felix Bloch (1873–1942) verheiratet. Deren Tochter, Helene Sophie Bloch (1904–1965), heiratete Alfred Max Panofsky. Die Schwester von Felix Bloch, Helene Bloch (1862–1951), war die Ehefrau von Ignaz Petschek.